# Isla Andersson
La isla Andersson o isla Uruguay o isla Rosamel es una pequeña isla de la Antártida del archipiélago de Joinville, localizada en el golfo de Erebus y Terror, en el mar de Weddell, frente al extremo este de la península Tabarín . Está situada en el extremo noreste de la península Trinidad (o Luis Felipe) en la punta de la península Antártica. La isla mide unas 6 millas de este a oeste por unas 4 millas de norte a sur.
El estrecho Antarctic, del cual el cabo Scrymgeour en el extremo este de la isla marca su boca sudoeste, la separa de la isla Dundee. El estrecho Yalour se encuentra entre la isla Andersson y la isla Jonassen, vinculando el estrecho Antarctic con el estrecho Fridtjof (o paso Fridtjof), que separa a ambas islas de la península Tabarín, comunicando el mar de Weddell y el estrecho Antarctic.  

## Historia
La isla fue avistada y cartografiada de manera aproximada el 27 de febrero de 1838 por la Expedición Antártica Francesa al mando del capitán Jules Dumont D'Urville, quien la denominó ile Rosamel en conjunto con la isla Jonassen, en homenaje al vicealmirante Claude Charles Marie du Campe de Rosamel, ministro naval de Francia. La Expedición Antártica Sueca de 1901-1904, al mando de Otto Nordenskjöld, la denominó isla Uruguay en homenaje a la corbeta de Argentina ARA Uruguay que en 1903 rescató su expedición en la isla Cerro Nevado. El mismo nombre fue utilizado en 1904 por la Expedición Antártica Francesa al mando de Jean B. Charcot para una de las islas Argentina (isla Uruguay). Para evitar la confusión, y dado que esta última isla es más conocida, el 21 de noviembre de 1949 el Comité de Topónimos Antárticos del Reino Unido la redenominó isla Andersson en homenaje a Johan Gunnar Andersson, un geólogo y segundo comandante de la Expedición Antártica Sueca. El nuevo nombre fue aceptado por algunos países como Estados Unidos y Chile, pero sigue siendo denominada Uruguay por Argentina.
El cabo Betbeder se ubica en el extremo sudoeste de la isla, y su nombre fue dado por Nordenskjöld para homenajear al ministro de Marina de Argentina contraalmirante Onofre Betbeder.

## Reclamaciones territoriales
Argentina incluye a la isla en el departamento Antártida Argentina dentro de la provincia de Tierra del Fuego, Antártida e Islas del Atlántico Sur; para Chile forma parte de la comuna Antártica de la provincia Antártica Chilena dentro de la Región de Magallanes y de la Antártica Chilena; y para el Reino Unido integra el Territorio Antártico Británico. Las tres reclamaciones están sujetas a las disposiciones del Tratado Antártico.
Nomenclatura de los países reclamantes: 
- Argentina: isla Uruguay (estrecho Antarctic)
- Chile: Isla Andersson
- Reino Unido: Andersson Island